# Споднє Конище
Споднє Конище (словен. Spodnje Konjišče) — поселення в общині Апаче, Помурський регіон, Словенія. Висота над рівнем моря: 222,6 м.